# 孟敏 (十六国)
孟敏（4世纪—399年），赵郡（今河北省高邑县西南）人，中国十六国后凉官员。
后凉吕光麟嘉元年（389年）为敦煌郡太守，在敦煌郡城西南十八里开渠征发居民引甘泉水（党河）开渠灌溉田地，号为孟敏渠。龙飞三年（398年），北凉段业攻武威郡时，孟敏以敦煌郡降北凉，北凉任命他为沙州刺史。次年孟敏卒，葬在敦煌。州人在城西五里立庙祭祀他，号孟庙。《沙州都督府图经》卷第三有记载。